# Carato
Der Carato war ein italienisches Gewichtsmaß und entsprach dem Maß Karat. 
Das  Juwelengewicht unterschied sich vom Gold- und Silbergewicht. Eine Unterteilung erfolgte durch Halbe, Viertel, Achtel und Sechzehntel. In Genua waren beispielsweise 8 Ottavas gleich 1 Carato.

## Gold- und Silbergewicht
- 1 Carato = 4 Grani = 48 Sedicesimi/Sechzehntel
- 1 Carato = 0,205615 Gramm[1]
- 130 Carati = 1 Oncia

## Juwelengewicht
- 1 Carato = 0,196494 Gramm[2]